# 閃仲儼
閃仲儼（1597年—1642年），字人望，一字中畏，回回人，雲南永昌軍民府保山縣人，明朝政治人物、詩人。閃繼迪長子，閃仲侗之兄。

## 生平
天启元年（1621年）辛酉科云南乡试举人，五年（1625年）乙丑科进士。历任少詹事、礼部右侍郎兼翰林院侍读学士。为人刚直，忤魏忠贤，被削籍为民。崇禎帝召他为经筵讲官。徐霞客游滇西时，曾得到闪仲俨、闪仲侗兄弟的款待。

## 著作
有诗集，已佚，现只存诗一首。

《寄答萧五云孝廉》：
骏马燕市如屯云，流星飞电谁逸群？
逞材海内罗国宝，得子天南张吾军。
愁病别来但支骨，风烟隔远疏论文。
荒园伏枕寂无事，空谷蛩然何处闻？